# Cordillera Svaneti
 La Cordillera Svaneti ( en georgiano: სვანეთის ქედი) es una cordillera de 85 km de longitud del Gran Cáucaso, en la región de Svaneti de Georgia, ubicada al sur de la cordillera principal del Cáucaso en dirección oeste-este.
La Cordillera Svaneti se extiende a lo largo de la frontera entre las regiones de Racha-Lechkhumi y Kvemo Svaneti y Samegrelo-Zemo Svaneti ( Svaneti Norte y Sur) en el norte de Georgia. Forma la cuenca hidrográfica entre el río Enguri (al norte y oeste) y el Tskhenistsqali (al sur). El afluente derecho Tskhenistsqali Cheledula separa la cordillera de las montañas de Egrissi más al sur. Las montañas Svanetic alcanzan una altitud máxima de 4.009 m en Laila. La cresta es parcialmente un glaciar. 

## Geología
La cordillera Svaneti está compuesta principalmente de sedimentos ( mica, esquisto ) y en parte de rocas metamórficas ( cuarcita, pizarra ). 

## Vegetación
En las laderas crece vegetación subalpina y alpina. Las laderas de la cordillera Svaneti en las elevaciones más bajas están cubiertas de bosques de hayas y abetos . 